# Rote Pille und blaue Pille

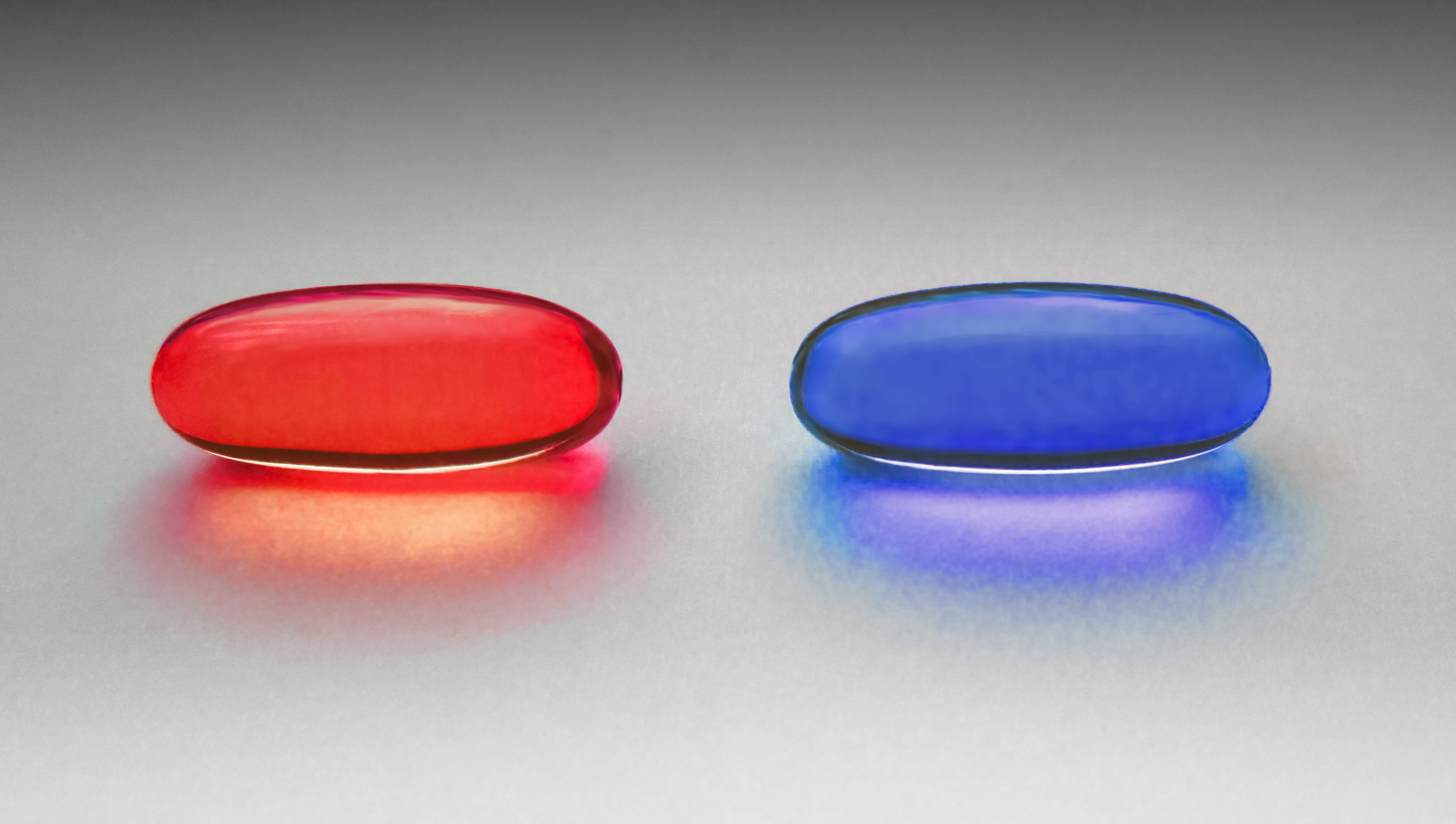
Rote und blaue Kapseln, wie man sie aus dem Film Matrix (1999) kennt.

Die rote Pille und die blaue Pille sind metaphorische Begriffe, die für die Wahl stehen, entweder eine beunruhigende oder lebensverändernde Wahrheit zu erfahren, indem man die rote Pille einnimmt, oder in der unhinterfragten Erfahrung einer Illusion zu verharren, die als gewöhnliche Realität erscheint, wenn man die blaue Pille einnimmt. Die Pillen wurden als Requisiten in dem Film Matrix von 1999 verwendet.

## Vorgeschichte
Filmhistoriker stellten fest, dass die Trope der „roten Pille“, die für die Rückkehr in die Realität entscheidend ist, zum ersten Mal im Film Die totale Erinnerung – Total Recall aus dem Jahr 1990 auftauchte, in dem der Held (gespielt von Arnold Schwarzenegger) aufgefordert wird, eine rote Pille zu schlucken, um seinen Wunsch zu symbolisieren, aus einer traumähnlichen Fantasie in die Realität zurückzukehren.

## Im FilmMatrix
In dem Film Matrix wird die Hauptfigur Neo (gespielt von Keanu Reeves) vom Rebellenführer Morpheus (gespielt von Laurence Fishburne) vor die Wahl zwischen einer roten und einer blauen Pille gestellt. Morpheus sagt: „Du nimmst die blaue Pille… die Geschichte endet, du wachst in deinem Bett auf und glaubst, was immer Du glauben willst. Du nimmst die rote Pille… du bleibst im Wunderland, und ich zeige dir, wie tief der Kaninchenbau ist.“ Es wird angedeutet, dass es sich bei der blauen Pille um ein Beruhigungsmittel handelt, das Neo glauben lässt, dass alle seine jüngsten Erlebnisse eine Halluzination waren, so dass er wieder in der simulierten Realität der Matrix leben kann. Die rote Pille hingegen dient als „Ortungsgerät“, um den Körper des Probanden in der realen Welt zu lokalisieren und ihn darauf vorzubereiten, aus der Matrix „ausgestöpselt“ zu werden.
Neo nimmt die rote Pille und erwacht in der realen Welt, wo er gewaltsam aus der mit Flüssigkeit gefüllten Kammer ausgeworfen wird, in der er ahnungslos gelebt hat. Nach seiner Rettung und Genesung an Bord von Morpheus' Schiff, der Nebuchadnezzar, zeigt Morpheus ihm die wahre Natur der Matrix: eine detaillierte Computersimulation der Erde am Ende des 20. Jahrhunderts (das tatsächliche Jahr ist zwar nicht genau bekannt, wird aber im Originalfilm auf etwa 200 Jahre später geschätzt, obwohl in den Fortsetzungen Matrix Reloaded, Matrix Revolutions und Animatrix deutlich wird, dass mindestens 700 Jahre vergangen sind). Es wurde geschaffen, um den Geist der Menschen gefügig zu halten, während ihre Körper in riesigen Kraftwerken gelagert werden und ihre Körperwärme und Bioelektrizität von den empfindungsfähigen Maschinen, die sie versklavt haben, als Energie verbraucht wird.

### SpätereMatrixFilme
In einem Interview aus dem Jahr 2012 sagte die Matrix-Regisseurin Lana Wachowski:

„Was wir mit der Geschichte insgesamt erreichen wollten, war eine Veränderung, die gleiche Art von Veränderung wie bei Neo: Neo lebt nicht mehr in einer Art Kokon und einer programmierten Welt, sondern muss sich an der Konstruktion von Bedeutung für sein Leben beteiligen. Und wir haben uns gefragt: „Kann das Publikum in den drei Filmen etwas Ähnliches erleben wie die Hauptfigur?“ Der erste Film ist also eine Art klassischer Ansatz. Der zweite Film ist dekonstruktivistisch und greift all die Dinge auf, die man im ersten Film für wahr gehalten hat, und die Leute regen sich darüber auf und sagen: „Hört auf, mich anzugreifen!“, so wie sich die Leute über die dekonstruktivistische Philosophie aufregen. Ich meine, Derrida und Foucault, diese Leute regen uns auf. Und dann ist der dritte Film der vieldeutigste, weil er den Zuschauer auffordert, sich an der Konstruktion von Bedeutung zu beteiligen…“

In dem Film Matrix Resurrections aus dem Jahr 2021 verwendet der Analytiker blaue Pillen, um Neos wahre Erinnerungen unter dem Deckmantel von Therapiesitzungen zu unterdrücken. Später nimmt Neo eine weitere rote Pille, bevor er von Bugs und ihrer Crew wieder aus der Matrix befreit wird. In Trinitys Fall muss sie die rote Pille nicht noch einmal nehmen, weil Sati sie aus der Matrix befreit. Die roten Pillen ermöglichen es auch befreundeten Programmen, die Matrix zu verlassen, wie bei der Programmversion von Morpheus zu sehen ist.

## Analyse
In einem Aufsatz von Russell Blackford geht es um die roten und blauen Pillen. Er stellt die Frage, ob ein Mensch, der umfassend informiert ist, die rote Pille nehmen und sich für die reale Welt entscheiden würde, da er der Meinung ist, dass die Entscheidung für die physische Realität und gegen eine digitale Simulation nicht so vorteilhaft ist, dass sie für alle Menschen gilt. Sowohl Neo als auch eine andere Figur, Cypher (Joe Pantoliano), nehmen die rote Pille anstelle der blauen Pille. Später im ersten Matrix-Film bedauert Cypher diese Entscheidung und sagte, wenn Morpheus ihn vollständig über die Situation aufgeklärt hätte, hätte Cypher ihm gesagt, „er solle sich die rote Pille in den Arsch schieben.“ Als Cypher anschließend einen Deal mit den Maschinen eingeht, um in die Matrix zurückzukehren und alles zu vergessen, was er gelernt hat, sagt er: „Unwissenheit ist Glück“. Blackford argumentiert, dass die Matrix-Filme so angelegt sind, dass sich das Einnehmen der roten Pille selbst dann lohnt, wenn Neo scheitert, weil er authentisch lebt und stirbt. Blackford und der Science-Fiction-Autor James Patrick Kelly sind der Meinung, dass in der Matrix die Karten gegen die Maschinen und ihre simulierte Welt auf den Tisch gelegt werden.
Der Autor von „Matrix Warrior: Being the One“, Jake Horsley, verglich die rote Pille mit LSD und zitierte eine Szene, in der Neo seine eigene Welt außerhalb der Matrix erschafft. Als er Morpheus fragt, ob er zurückkehren könne, antwortet Morpheus mit der Frage, ob er das denn wolle. Horsley beschreibt die blaue Pille auch als süchtig machend und bezeichnet die Matrix-Serie als eine fortlaufende Serie von Entscheidungen zwischen der Einnahme und der Nichteinnahme der blauen Pille. Er fügte hinzu, dass die Gewohnheiten und Routinen der Menschen in der Matrix lediglich die Menschen sind, die sich die blaue Pille einwerfen. Während er die blaue Pille als etwas Alltägliches beschreibt, sagt er, dass die rote Pille etwas Einzigartiges ist, etwas, das jemand vielleicht gar nicht findet.

### Literarische und philosophische Andeutungen

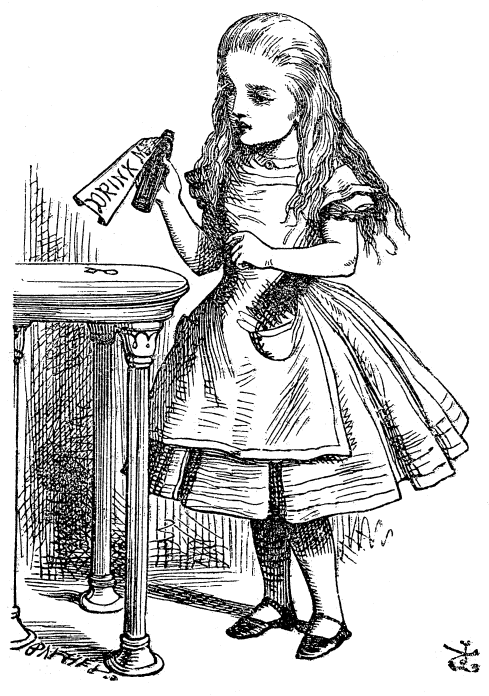
Alice in einer von John Tenniels Illustrationen zu Alices Abenteuer im Wunderland.

Der Film Matrix und seine Fortsetzungen enthalten zahlreiche Anspielungen auf Lewis Carrolls Roman Alice im Wunderland von 1865 und seine Fortsetzung Alice hinter den Spiegeln von 1872. Die Metapher von Alice-im-Wunderland wird in Morpheus' Rede an Neo mit den Ausdrücken „White Rabbit“ und „Down the Rabbit Hole“ sowie der Beschreibung von Neos Entdeckungsreise als „Wunderland“ deutlich. Es wurde auch spekuliert, dass das Konzept der roten und blauen Pillen eine Anspielung auf die Szene in Alice im Wunderland ist, in der Alice einen Kuchen mit der Aufschrift „Iss mich“ und einen Zaubertrank mit der Aufschrift „Trink mich“ findet: Wenn sie den Kuchen isst, wird Alice riesengroß, wenn sie den Zaubertrank trinkt, wird sie winzig klein.
Der Film Matrix nimmt auch Bezug auf historische Mythen und Philosophie, einschließlich Gnostizismus, Existenzialismus und Nihilismus. Das zentrale Konzept des Films wurde mit Platons Höhlengleichnis, Zhuangzis „Zhuangzi träumte, er sei ein Schmetterling“, René Descartes' Cartesischer Zweifel und dem bösen Geist, Kants Überlegungen zum Phänomen versus dem Ding an sich, Robert Nozicks „Experience machine“, dem Konzept einer simulierten Realität und dem Gedankenexperiment „Gehirn im Tank“ verglichen.
Die Wachowskis baten den Hauptdarsteller Keanu Reeves, vor den Dreharbeiten drei Bücher zu lesen: Simulacres et Simulation (1981) von Jean Baudrillard, Out of Control (1992) von Kevin Kelly und Introducing Evolution (1999) von Dylan Evans.

### Rote Pille als Transgender-Allegorie
Fan-Theorien besagen, dass die rote Pille eine Allegorie für Transgender-Menschen oder eine Geschichte von Lana und Lilly Wachowskis Coming-Out als Transgender darstellen könnte. In den 1990er Jahren war eine gängige Transgender-Hormontherapie für Transfrauen Premarin, eine kastanienbraune Tablette, während ein gängiges Antidepressivum, das damals verschlossenen Transfrauen verschrieben wurde, Prozac, blau war. Lilly Wachowski erklärte im August 2020, dass die Filmemacher absichtlich Transgender-Themen in den Film aufgenommen hätten.

## In der Freudschen Psychologie
In der Freudschen Psychologie sind die entsprechenden Prinzipien das Realitätsprinzip und das Lustprinzip.

## Als politische oder ideologische Metapher
Das Konzept der roten und der blauen Pille ist seitdem in den Vereinigten Staaten als politische Metapher weit verbreitet, insbesondere in der Online-Kultur, wo „die rote Pille zu schlucken“ oder „eine rote Pille zu haben“ bedeutet, sich der angeblichen politischen Voreingenommenheit in der Gesellschaft, einschließlich der Mainstream-Medien, bewusst zu werden und dadurch angeblich ein unabhängiger Denker zu werden, während „die blaue Pille zu schlucken“ oder „eine blaue Pille zu haben“ bedeutet, diese angeblichen Voreingenommenheiten unhinterfragt zu akzeptieren. Zu den vermeintlichen Wahrheiten, die denjenigen offenbart werden, die sich selbst als „red pilled“ bezeichnen, gehören häufig Verschwörungstheorien sowie antisemitische, weiß-vorherrschaftliche, homophobe und frauenfeindliche Überzeugungen.
Aufgrund seiner häufigen Verwendung als Selbstbezeichnung unter den Alt-Right und anderen, die rechte Überzeugungen vertreten, wird der Begriff „red pilled“ manchmal von anderen verwendet, um sich auf die Rechte zu beziehen.
Die erste bekannte politische Verwendung dieser Metapher findet sich in dem 2006 erschienenen Essay „The Red Pill“ der Soziologieprofessorin Kathleen J. Tierney von der University of Colorado, in der sie argumentierte, dass diejenigen die der Meinung waren, dass die US-Regierung schlecht auf den Hurrikan Katrina reagierte, „die rote Pille schlucken“ und erkennen sollten, dass „die Politik und die Pläne nach dem 11. September die Nation tatsächlich anfälliger gemacht hätten, sowohl für Naturkatastrophen als auch für zukünftige Terroranschläge“.
Die Metapher wurde dann in einem anderen Kontext von dem neoreaktionären Blogger Curtis Yarvin popularisiert. Er verwendete ihn erstmals 2007 in einem Blogbeitrag, den er unter dem Pseudonym Mencius Moldbug schrieb und der den Titel „The Case Against Democracy: Ten Red Pills“ trägt; darin argumentiert er, dass der Versuch, einen Westler davon zu überzeugen, dass Demokratie schlecht ist, dem Versuch gleicht, einen Katholiken im Spanien des 16. Jahrhunderts… davon zu überzeugen, nicht mehr an den Katholizismus zu glauben‘, aber er bietet dann zehn ‚rote Pillen‘-Argumente (zusammen mit ihren ‚blauen Pillen‘-Gegenstücken) an, um ein Argument gegen die Demokratie zu liefern.

### In der Manosphere
In einigen Teilen der Männerrechtsbewegung, der Manosphere und der Antifeminismus-Gemeinschaft wird der Begriff „rote Pille“ (manchmal auch als „redpill“ geschrieben) als Metapher für den spezifischen Moment verwendet, in dem eine Person zu der Überzeugung gelangt, dass bestimmte Geschlechterrollen, deren Einhaltung von ihr erwartet wird, wie z. B. Ehe und Monogamie, allein zum Nutzen der Frauen und nicht zum gegenseitigen Nutzen gedacht sind. Im Jahr 2016 wurde ein Dokumentarfilm mit dem Titel The Red Pill über die Männerrechtsbewegung veröffentlicht.

### AnderePillen, als Erweiterung
Diese Metapher wurde dahingehend erweitert, dass wenn man die schwarze Pille nimmt, man pessimistisch oder apathisch in Bezug auf die Zukunft blickt, oder die weiße Pille nimmt und man hoffnungsvoll hinsichtlich Zukunft oder dem Glauben sein wird, dass Veränderungen möglich sind. Diese Metapher wurde von Kommentatoren wie dem Libertären Michael Malice aufgegriffen, der in seinem Buch The White Pill aus dem Jahr 2022 den letzteren Standpunkt vertritt. Malice definiert den Begriff wie folgt: „Es ist möglich, dass wir verlieren, es ist unmöglich, dass wir verlieren müssen.“

#### Schwarze Pille in der Incel-Gemeinschaft
Die Metapher der schwarzen Pille wurde erstmals durch den Incel-bezogenen Blog Omega Virgin Revolt populär gemacht.
In diesem Sprachgebrauch bedeutet „red pilled“ (die rote Pille nehmen), dass man an Konzepte wie männliche Unterdrückung und weibliche Hypergamie glaubt, während „black pilled“ (die schwarze Pille nehmen) bedeutet, dass man zu der Überzeugung gelangt, dass Männer mit niedrigem Status oder unattraktive Männer wenig tun können, um ihre Aussichten auf romantische oder sexuelle Beziehungen mit Frauen zu verbessern.

## Weitere Verwendungen des Begriffs
- In dem 2004 erschienenen Buch The Art of the Start verwendet der Autor Guy Kawasaki die rote Pille als Analogie zur Situation von Führungskräften neuer Organisationen, da diese vor der gleichen Wahl stehen, entweder in der Realität oder in der Fantasie zu leben. Er fügt hinzu, dass sie, wenn sie erfolgreich sein wollen, die rote Pille schlucken und sehen müssen, wie tief der Kaninchenbau geht.[43]
- Bis sie im Januar 2010 aus dem Installationsprogramm des Maemo-Betriebssystems entfernt wurden, wurden bestimmte fortgeschrittene Funktionen durch ein „Red Pill Mode“-Easter Egg freigeschaltet, um eine versehentliche Nutzung durch unerfahrene Benutzer zu verhindern, sie aber erfahrenen Benutzern leicht zugänglich zu machen. Dieser Modus wurde aktiviert, indem man begann, einen Katalog mit der URL „matrix“ hinzuzufügen und dann den Vorgang abbrach. Daraufhin erschien ein Dialogfeld mit der Frage „Welche Pille?“ und der Auswahlmöglichkeit „Rot“ oder „Blau“, so dass der Benutzer in den „Rote-Pille-Modus“ wechseln konnte.[44][45] Im „Red Pill“-Modus erlaubt das Installationsprogramm dem Benutzer, Systempakete anzuzeigen und neu zu konfigurieren, deren Existenz es normalerweise nicht anerkennt. Im „Blue Pill“-Modus zeigt das Installationsprogramm nur die vom Benutzer installierte Software an und erweckt den Eindruck, dass keine Systemsoftware auf dem System vorhanden ist.
- In der Verfilmung von Das erstaunliche Leben des Walter Mitty aus dem Jahr 2013 fragt Ben Stillers Figur bei der Landung in Nuuk in Grönland den Mann in der Flughafenkabine: „Haben Sie Autos frei?“ „Ja, wir haben ein blaues und ein rotes“, antwortet der Mann. „Ich nehme das rote“, sagt Walter. Dies ist auch „die Schlussszene des Trailers: eine schrullige und charmante Sequenz, noch bevor der Zuschauer die eingebaute Anspielung auf den berühmten ‚Red/Blue Pill‘-Austausch aus dem Film Matrix erkennt“.[46][47] „Die Wahl zwischen dem roten und dem blauen Auto an der Autovermietung ist eine Erwähnung wert, und sei es nur, weil sie die Idee der roten Pille aus dem Film Matrix fast unverblümt aufgreift. Zwei Autos in Form von Gummibärchen oder Pillen, rot und blau; das Einzige, was fehlt, ist Lawrence [sic] Fishburne, der am Schalter arbeitet.“[48] „Der Übergang von der Realität zur Illusion wird oft durch greifbare Dinge und physische Umgebungen visualisiert, [wie] Neo in Matrix die rote Pille nahm“.[49]
- Der Film Barbie aus dem Jahr 2023 enthält eine Anspielung auf dieses Dilemma. In einer Szene wird Barbie (Margot Robbie) vor die Wahl gestellt, entweder selbstvergessen im Barbieland weiterzuleben (dargestellt durch einen rosa Stilettoabsatz) oder dem Eintritt in die reale Welt (dargestellt durch eine einfache Birkenstock-Sandale).[50] Am Ende des Films, in dem Barbie nun als Mensch in der realen Welt lebt, wird sie in hellrosa Birkenstock-Sandalen gezeigt.
- Das siebte Lied aus dem Sybreed-Album Slave Design von 2004 trägt den Titel „Take the Red Pill“.[51]
- Große Teile des Textes des Bloc-Party-Songs She's Hearing Voices von 2004 enthalten die Zeilen „red pill, blue pill“.
- Im Action-Rollenspiel Cyberpunk 2077 gibt die Figur Misty dem Charakter V zwei Medikamente, ein orangefarbenes (Omega-Blocker) und ein blaues (Pseudoendotrizine). Die blaue Pille verlangsamt den Prozess der Übernahme von V's Verstand durch Johnny Silverhands Persönlichkeitsengramm. Die orangefarbene beschleunigt diesen Prozess.